# Tecnico GIS
Il Tecnico GIS è la figura professionale che si occupa della gestione dei dati informativi di natura geografica (GIS): le sue competenze sono trasversali, in parte legate all'ambito IT, in parte legate all'ambito territoriale e vanno dall'informatica alla geologia, dall'architettura all'ingegneria ambientale.
Il lavoro del Tecnico GIS consiste nel creare, gestire e aggiornare la cartografia digitale relativa ad un territorio ed, in generale, è il responsabile, sia del corretto funzionamento del sistema informativo GIS su cui lavora, sia dell'interpretazione territoriale dei dati in esso riportati.
Il Tecnico GIS svolge la sua attività presso enti istituzionali (Comuni, Province, Regioni, Comunità Montane ecc.), società, studi professionali o in autonomia come libero professionista, collaborando con gli specialisti dei vari settori (urbanisti, analisti, geologi, informatici ecc.), le amministrazioni pubbliche o le imprese, offrendo le proprie competenze in merito agli aspetti tecnologici ed ai sistemi informativi. 